# Didier (maison d'édition)
Pour les articles homonymes, voir Didier.
Les éditions Didier sont une maison d'édition créée en 1898, filiale depuis 1978 du groupe Alexandre Hatier, une des divisions d'Hachette depuis 1996.

## Description
La société des Éditions Didier a été radiée le 27 janvier 2022, à la suite de la fusion avec les Éditions Hatier.
Les  Éditions Didier sont devenues un département des Éditions Hatier.
Elles sont notamment spécialisées dans les ouvrages scolaires et parascolaires dans les disciplines suivantes :
- enseignement des langues et didactique des langues étrangères : français langue étrangère (Didier a intégré les anciens ouvrages FLE d'Hatier), allemand, anglais, chinois, espagnol ;
- sciences (mathématiques et sciences de la vie et de la terre) ;
- français.

Elles collaborent notamment avec le CIEP et le Conseil de l'Europe.
Depuis janvier 2003, Didier Jeunesse, rattaché au groupe Alexandre Hatier et à Hachette Livre, ne fait plus partie des éditions Didier.

Ancien logo des éditions Didier

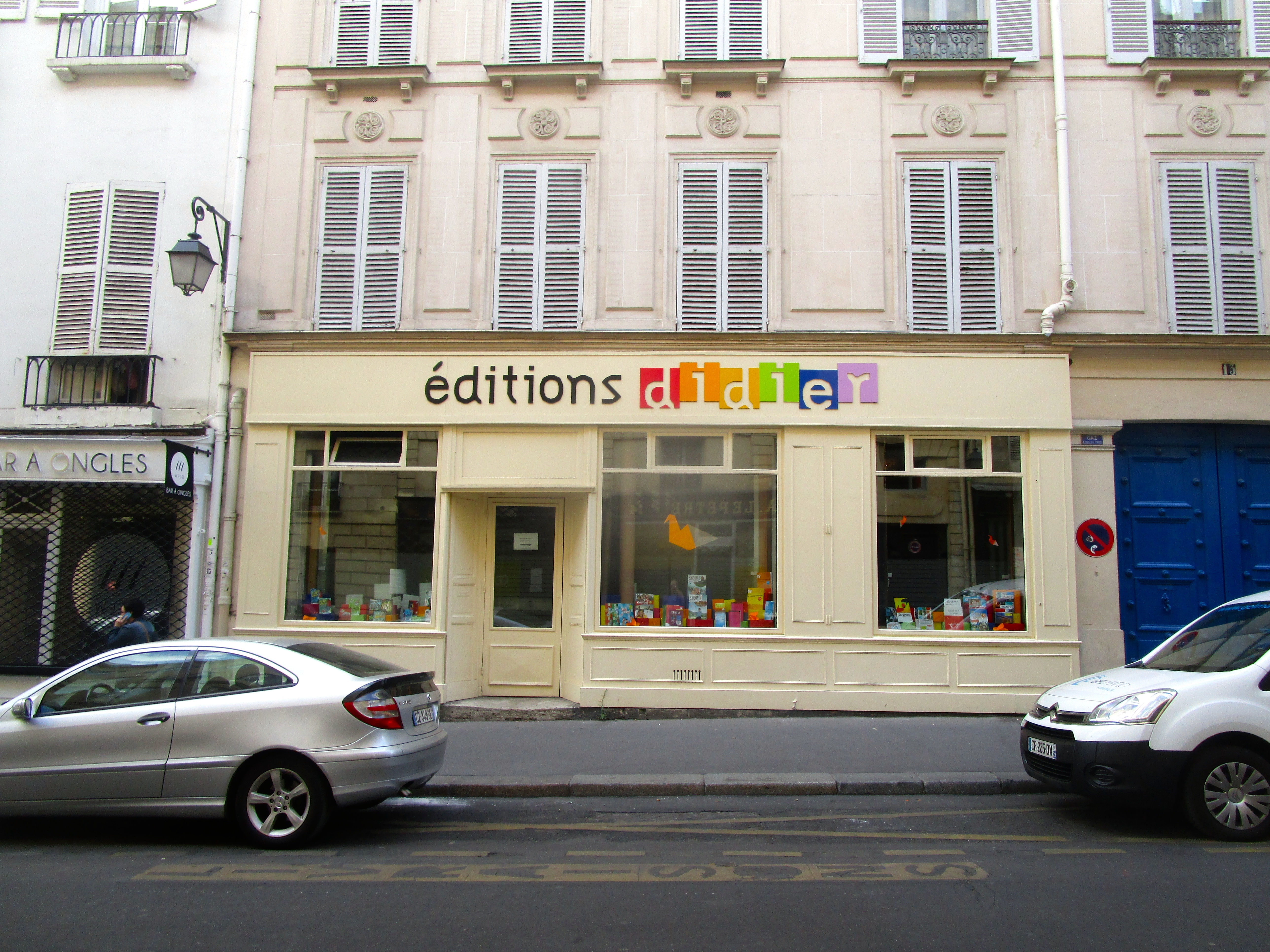
Editions Didier, Paris.